# Nomos (banda)
Nomos é um grupo de música folk irlandesa tradicional.

## Discografia
- Set you free (1997)